# Robert Greene
Robert Greene (Norwich, 1558. (keresztelési dátum: 1558. július 11.) – London, 1592. szeptember 3.) angol író. Leginkább a „Groats-worth of Witte, bought with a million of Repentance” ("Tallért érő eszmefuttatások, milliónyi bűnbocsánattal megváltva") című pamfletje miatt ismert, amely egy bekezdésében, nem kimondva, hanem utalásokban kritizálja William Shakespeare-t. Ezen kívül több műfajban is jelentek meg írásai: verses regényeket és darabokat is írt. Feltételezhetően az egyik első angol író, aki műveiből élt meg.

## Élete
Életrajzi adatokat Robert Greene-ről a saját írásaiból nyerhetünk, ezek azonban kevéssé megbízhatóak, mivel Greene saját hírnevéből is profitálni szeretett volna. Még az is elterjedt róla, hogy elkövetett olyan bűncselekményeket, amiket a pamfletjeiben említ és elítél. Mindazonáltal annyi bizonytalanság övezi életútját, hogy szinte semmit nem lehet biztosan megcáfolni vagy megerősíteni.
Születési évét nem lehet biztosan tudni, de valószínűleg 1558-ban született, Norwich-en. A Saint John’s College-be járt, mivel szegény volt, mindenféle munkákat elvégzett a tanulási lehetőségért cserébe. Mesterfokozatát a Cambridge egyik főiskolájában, Clare Hall-on szerezte 1583-ban. Tiszteletbeli mesterdiplomát kapott Oxfordtól 1588-ban. 1579 körül feleségül vett egy norwich-i úri lányt, akitől fia született. Feleségét elhagyta, mikor Londonba költözött. Ott később állítólag jó barátságba került egy Cuting Ball nevű bűnözővel, akinek húgától született egy Fortunatus nevű fia. 1592-ben halt meg, népszerűsége ellenére szegénységben, egy suszter padlásán, ahol utolsó éveit töltötte.
Greene egyetemi évei alatt kezdett el költekező életmódot folytatni és sokat mulatozni. Házasságot is nagy valószínűséggel azért kötött, mert a lány hozománya fedezte kicsapongásait egy ideig. Halálos ágyán szeretője elmondása szerint egyébként megbánta, amit a feleségével tett, és bocsánatkérő üzenetet írt a számára. Korai halálához biztosan hozzájárult, hogy folyamatosan feszültségben élt, mivel versengett pályatársaival, George Peele-lel, Christopher Marlowe-val, Thomas Nashe-sel, Thomas Watson-nal és Thomas Lodge-dzsal.
Öt darab köthető teljesen biztosan a nevéhez, és ezek közül egy sem jelent meg halála előtt: Alphonsus, King of Aragon; The Scottish Historie of James IV; Orlando Furioso; A Looking Glasse for London and England; Friar Bacon and Friar Bungay. Sok verses regényt írt rövid életéhez képest, összesen tizenkilencet. Ezek közül a Pandosto-ból Shakespeare sokat merített a Téli rege megírásához. Így bár drámaíróként Greene nem volt sikeres, hatása azonban érezhető volt pályatársai művein.

## Művei

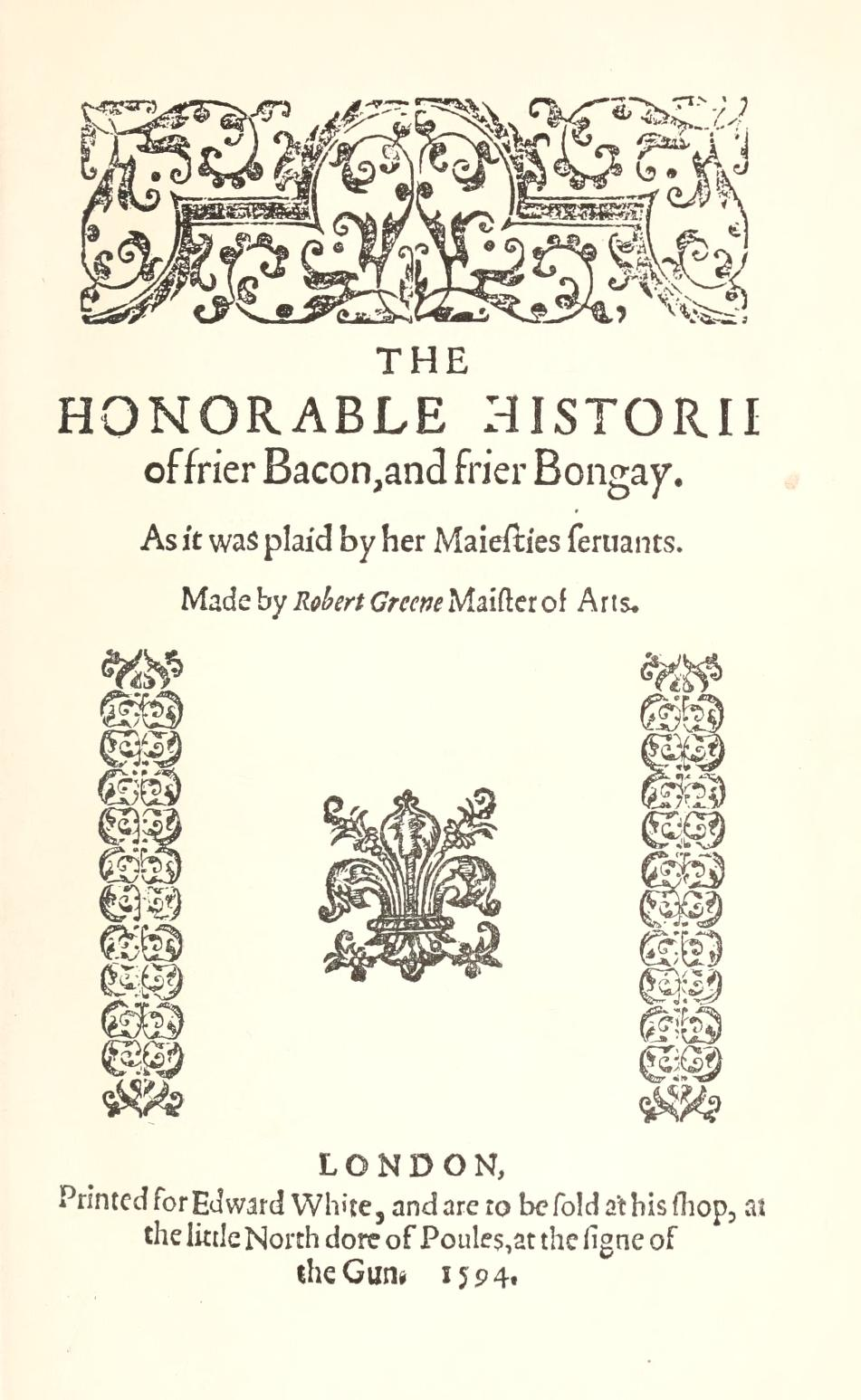

### Drámák
- The Honorable History of Friar Bacon and Friar Bungay (1594)
- The History of Orlando Furioso (1594)
- A Looking-Glass for London and England (1594)
- The Scottish History of James the Fourth (1598)
- The Comical History of Alphonsus, King of Aragon (1599)

### Verses regények
- Mamillia: A Mirrour or Looking-glasse for the Ladies of Englande (1580)
- The Myrrovr of Modestie (1584)
- Gwydonius, the Carde of Fancie (1584)
- The Debate betweene Follie and Loue (1584)
- Arbasto, the Anatomie of Fortune (1584)
- Morando, the Tritameron of Loue (1584)
- Planetomachia (1585)
- The Second Part of the Tritameron of Loue (1587)
- Pandosto, or The Triumph of Time (1588)
- Perimedes (1588)
- Menaphon (1589)
- Cicerionis Amor (1589)
- The Royal Exchange (1590)
- Mourning Garment (1590)
- Greenes Neuer too Late (1590)
- Francescos Fortunes: Or the second part of Greenes Neuer too Late (1590)
- Greenes farewell to Folly (1591)
- Mamillia: The Second Part of the Triumph of Pallas (1593)

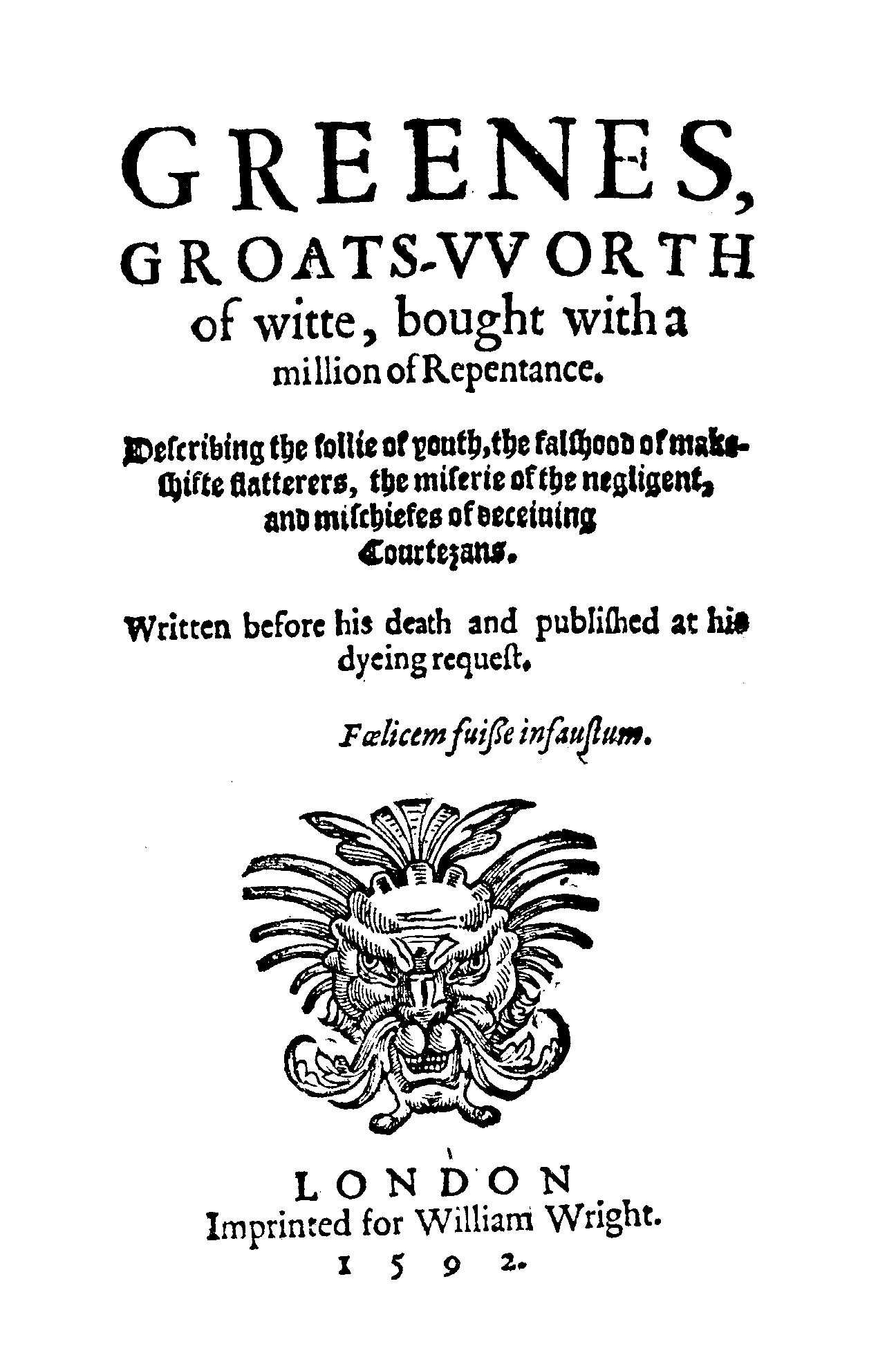
A leghíresebb pamflet

- Orpharion (1599)

### Pamfletek
- A Notable Discouery of Coosnage (1591)
- The Second part of Conny-catching (1591)
- The Thirde and last Part of Conny-catching (1592)
- A Dispvtation Betweene a Hee Conny-catcher and a Shee Conny-catcher (1592)
- The Black Bookes Messenger (1592)
- Philomela (1592)
- Greens Groatsworth of Wit, bought with a Million of Repentance (1592)
- The Repentance of Robert Greene (1592)
- Greenes Vision (1592?)

## Menaphon (1589)
A Menaphon egy úgynevezett mintás regény (patterned fiction). A kiinduló konfliktust a szerelem okozza, később azonban ez a konfliktus morális és társadalmi kérdések megvitatására szolgál. A verses regény Arcadia-ban játszódik. Arcadia királya Democles elküldi két emberét, hogy kérjenek egy jóslatot Delphoi-ban. A küldöttek egy tekerccsel térnek vissza, rajta egy értelmezhetetlennek tűnő jóslattal, ami kétségbe ejti Arcadia népét, de a király megnyugtatja őket, és elrendeli, hogy senki ne firtassa a tekercs értelmét. Eközben Menaphon, a király juhásza, aki nem hisz a szerelemben, a tengerparton megpillantja a hajótörött Sephestiát a gyermekével, akiket Lamedon kísér, és rögtön beleszeret a nőbe. Mindhármukat befogadja ő és nővére, Carmela házába, és udvarol Sephestiának, aki neki Samelaként mutatkozik be, és illedelmesen visszautasítja. Samela elhatározza, hogy pásztorlányként visszahúzódó, csendes életet fog élni gyerekével. Egy gyűlésen találkozik Pesanával, aki régóta viszonzatlanul szereti Menaphont, Doronnal, egy juhásszal, és Melicertussal, aki emlékezteti halott férjére, Maximusra, akit akkor veszített el, amikor a tengeren utaztak, de ezt nem mondja meg senkinek. Melicertus szintén meglátja benne halott felesége, Sephestia hasonmását, és ugyanúgy nem említi ezt senkinek. Menaphon megfigyeli kettejük beszélgetését, és féltékeny lesz. Öt év eltelik, és Pleusidippus, Samela gyereke, szép kisfiúvá nőtt. Egy thesszáliai kalóz erőszakkal elragadja, és elviszi királyának, Agenornak. Samela teljesen összetörik gyereke elvesztésének hallatán, Menaphon pedig felajánlja, hogy ő akár még szebb utódot is ajándékozhat a nőnek. Samela azonban megsértődik, és egy kis házikóba költözik, és minden nap fogadja Melicertust, akinek a kezét is odaígéri. Újabb hosszabb időszak telik el, és Pleusidippus már 16 éves, és a király kedvence; elutazik Arcadiába, miután mutatnak neki egy képet annak legszebb nőjéről, aki egyébként Samela. Eközben Democles is hall híreket Samela szépségéről, akiről nem tudja, hogy valójában a száműzött lánya. Pleusidippus-szal egy időben meg is találja őt, akit tanácsára Pleusidippus, miután Samela nemet mond neki, egy közeli kastélyba hurcol. A kastély Democles-é, aki ott felfedi nevét, Samela dühében és ijedtében a szobájába menekül, mikor rájön a rokonságra. Democles juhásznak öltözve visszamegy oda, ahonnan elrabolták a nőt, és versenyt rendez Menaphon és Melicertus között, hogy ki érdemes Samela megmentésére. Melicertust hirdeti ki győztesnek, és mindnyájan megindulnak a saját kastélya ellen. A harcot leveri, majd tömlöcbe veti Melicertust és Pleusidippust. Ezután továbbra is udvarol Samelának, aki mindig visszautasítja, ezért mérgében halálra ítéli szeretőjével együtt. Pleusidippust ugyanakkor elengedi, mert fél Agenor haragjától. Amikor sor kerülne a kivégzésre, egy öregasszony kilép a bámuló tömegből, és elmondja, hogy beteljesült a delphoi jóslat, valamint azt is elárulja, valójában ki kicsoda. A történet boldog véget ér, minden szerelem beteljesül: Menaphon Pesanával, Doron Carmelával, Maximus Sephestiával köti egybe életét. Pleusidippus Arcadia királya lesz, Lamedon hercegséget kap.

## Témák

### Szerelem és vérfertőzés
Menaphon a történet legelején még nem hisz a szerelemben, de rögtön miután a szerelem elleni érvei, melyeket mástól idéz, elhangzanak, például hogy sem értelem, sem cél sincs mögötte, ráadásul igen szeszélyes és kimerítő érzés egy fiatalember számára, megpillantja Sephestiát, és egyből beleszeret. A szerelem elkerülhetetlen és kivédhetetlen: erre mutat rá az is, hogy több szereplő is tudta nélkül vérfertőző kapcsolatot szeretne kezdeni ugyanazzal az egyenesági rokonukkal. Amikor rájönnek, mennyire nagyot hibáztak, azonnal visszakoznak, és nem teljesül be a vérfertőzés. Ugyanakkor érdekes, hogy e két karakter, Pleusiduppus és Democles nem házasodik össze senkivel a történet végén, mikor szinte az összes többi szereplő párban áll valakivel. Még a kevésbé fontos karakterek között is szövődik szerelem, lásd Doron és Carmela, akik alig szerepelnek az egész verses regényben.

### Hűség
Samela hűséges férje emlékéhez, és nem megy feleségül Menaphonhoz. Később ugyan szerelmes lesz Melicertusba, de az olvasó tisztában van vele, hogy Melicertus valójában Samela férje. Így tulajdonképpen az asszony története a hűség erejéről tanúskodik, hiszen Samela hajlandó akár meghalni is szerelméért.

## Shakespeare-utalás
A pamfletben egy ominózus mondat található, amely utalást tartalmaz Shakespeare-re: „for there is an upstart Crow, beautified with our feathers that, with his Tiger's heart wrapped in a player's hide, supposes he is as well able to bombast out a blanke verse as the best of you: and being an absolute Johannes fac totum, is in his owne conceit the onely Shake-scene in a countrey”. Nincs hivatalos fordítása a pamfletnek, de az idézett szöveg lefordítva így hangzik: “van egy jöttment holló, aki a mi tollainkal ékeskedik, színészbőrbe burkolt tigrisszívével, úgy véli, hogy ugyanúgy képes drámai jambusban írni, mint a legjobbak közületek. És mivel egy igazi tótumfaktum, azt hiszi hiúságában, hogy ő az egyetlen Shake-szín (mint drámák felosztásában a színek) az országban”. Ezzel bizonyosan az akkor színészként ismert Shapespeare ellen kel ki, aki azt hiszi, jobb lehet a kor legjobb íróinál.
David Bevington szerint Greene azért utálta Shakespeare-t, mert bár utóbbit sokan kedvelték, hisz kellemes modorú férfi volt, Greene szemében nem volt más, mint egy elvtelen plagizáló (lásd a megjegyzés a más tollával ékeskedő madárról). Jonathan Bate egy kicsit részletesebben elmagyarázza a konfliktus mibenlétét. Az egyetemet végzett Greene lenézi Shakespeare-t, akinek nincs diplomája - tehát sznobizmusból ócsárolja pályatársát. Bate szerint a “country” szó arra utal, hogy Greene szerint Shake-szín nem a város (London) érdekeit tarja szem előtt. Továbbá bizonyítékot talált arra is, hogy Shakespeare megsértődött, és később is emlékezett a pamflet állításaira, amiket drámáiba is belecsempészett. A Tévedések vígjátékában például Dromio, amikor Antipholus egy feszítővasat kér tőle (angolul crowbar, a crow szó ugyankkor a hollót is jelenti), elmés viccelődésbe kezd arról, hogy ennek a fajta hollónak nincs tolla, mire Antipholus tisztázza, hogy egy vasból készült hollót kér (“iron crow”). Ez az Arany-féle fordításban eltűnik, mert ő gémnek fordítja a hollót, de a nagy magyar költő valószínűleg vagy nem ismerte a pamfletet, vagy nem volt Bate-tel közös véleményen, és nem értette utalásként a tollatlan hollóról való rövid okfejtést. Az szövegben egyébként egy másik lehetséges utalás is van, mikor Dromio attól fél, hogy Antipholus saját szándékából akar rontani a reputációján: “Herein you war against your reputation”, amit Arany már pontosan átad: “Saját jó híre ellen harczol itt”.

## Magyarul
- Bacon barát; ford. Vámosi Pál, jegyz. Róna Éva; inː Angol reneszánsz drámák. Shakespeare kortársai, 1-3.; vál., szerk., bev. Szenczi Miklós; Európa, Bp., 1961 (A világirodalom klasszikusai)